# Gongdeok-dong
Gongdeok-dong là một dong (phường) của quận Mapo ở Seoul, Hàn Quốc; và được quản lý bởi dong hành chính của nó là Cheonyeon-dong.

## Địa điểm nổi tiếng
- Dịch vụ Phát triển nguồn Nhân lực Hàn Quốc (한국산업인력공단 韓國産業人力公團)
- Asojeong (아소정 我笑亭)
- Chợ Gongdeok gần Lối ra số 4 của Ga Gongdeok nằm trong danh sách 10 thành phố có ẩm thực đường phố tuyệt vời nhất Châu Á với món haemul pajeon.[3]

## Giáo dục
Các trường học ở Gongdeok-dong:
- Trường tiểu học Soeui Seoul (서울소의초등학교)
- Trường tiểu học Gongdeok Seoul (서울공덕초등학교)

## Giao thông
Có thể đến Gongdeok-dong thông qua:
- Ga Gongdeok trên tàu điện ngầm Tuyến Seoul 5, Tuyến Seoul 6, Tuyến Gyeongui-Jungang, AREX.